# تب (ترانه دوآ لیپا و آنجل)
«تب» (به انگلیسی: Fever) ترانه‌ای از خواننده انگلیسی دوآ لیپا و خواننده بلژیکی آنجل که در نسخه‌های دیجیتالی و فرانسوی آلبوم استودیویی دوم لیپا نوستالژی آینده (۲۰۲۰) گنجانده شده‌است. این ترانه در ۲۹ اکتبر ۲۰۲۰ از طریق وارنر رکوردز به عنوان ششمین تک‌آهنگ آلبوم منتشر شد.

## پخش
لیپا و آنجل در ۲۳ اکتبر ۲۰۲۰ شروع به ارسال خبرهای تحریک کننده از همکاری خود در شبکه‌های اجتماعی کردند در ۲۶ اکتبر ۲۰۲۰، لیپا رسماً اعلام کرد که همکاری آنها «تب» نامیده می‌شود و قرار است چهار روز بعد برای پخش منتشر شود. این ترانه اولین ترانه انگلیسی زبان آنجل است. اولین بار در ساعت ۲۳:۰۰ به وقت گرینویچ در ۲۹ اکتبر ۲۰۲۰ پخش شد. این ترانه در نسخه‌های دیجیتالی و فرانسوی آلبوم استودیویی دوم لیپا با نام نوستالژی آینده (۲۰۲۰) قرار گرفت.

## موسیقی و اشعار
«تب» یک اثر دنس پاپ، دیپ هاوس و دیسکو «داغ»، با عناصر از یورودنس دهه ۲۰۰۰ میلادی است. این ترانه همچنین دارای ملودی‌های دیجیتالی و کوبه ای پویا است که شامل کف زدن‌های دست و صداهای ضربه محکم است. این ترانه به دو زبان انگلیسی و فرانسوی خوانده می‌شود، لیپا در گروه کر فالستو اجرا می‌کند. از نظر اشعار، این آهنگ در مورد داغ بودن و سر و صدا داشتن یک عشق است.

## موزیک ویدئو

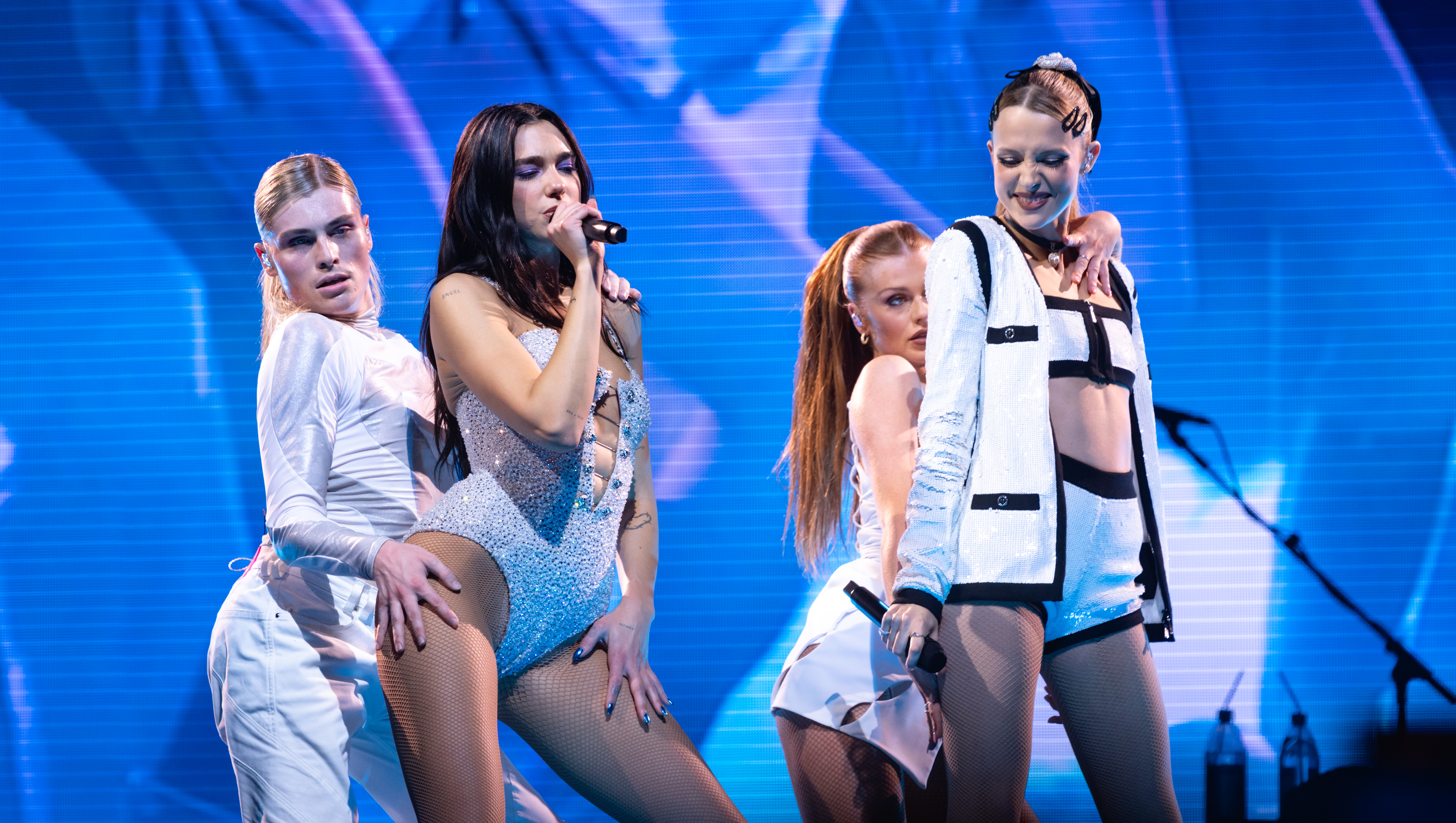
دوآ لیپا (سمت چپ) و آنجل (سمت راست) در حال اجرای ترانه "تب" در کنسرت در لندن، می ۲۰۲۲.

موزیک ویدیوی «تب» در شوردیچ، شرق لندن در ۱۴ اکتبر ۲۰۲۰ در یک رستوران غذای آماده فیلمبرداری شد. روز بعد، روزنامه انگلیسی سان گزارش داد که لیپا قوانین مربوط به دنیاگیری کروناویروس را «نادیده گرفته» و پس از شکایت ساکنان آنجا توسط پلیس مورد حمله قرار گرفته‌است. لیپا بعداً با تهدید به اقدام قانونی علیه این روزنامه‌نگار، که نامی از او نبرد، این کار را تقبیح کرد. سان بعداً از لیپا به خاطر هرگونه ناراحتی که برای وی ایجاد کرده بود عذرخواهی کرد. آنها تأیید کردند که هیچ قانون کوئید-۱۹ نقض نشده‌است و پلیس به دلیل یک شکایت ناشی از پارازیت صوتی فراخوانده شده‌است.

## دست‌اندرکاران
پرسنل تولید اقتباس شده از تیدال.
- دوآ لیپا – آواز
- آنجل – آواز
- یان کرک پاتریک – تولید، مهندسی، برنامه‌نویسی
- تریستان سالواتی – تولید اضافی، تولید صدا، برنامه‌نویسی اضافی، مهندسی، کیبورد، کوبه ای
- جاش گودوین – میکسینگ
- کریس گرینگر – مسترینگ

## تاریخچه پخش
| منطقه | تاریخ         | قالب(ها)                 | ناشر  | منا.   |
| ----- | ------------- | ------------------------ | ----- | ------ |
| مختلف | ۲۹ اکتبر ۲۰۲۰ | دانلود دیجیتال استریمینگ | وارنر | [ ۱۶ ] |